# 中山黃埔兩岸情
中山·黃埔·兩岸情論壇，2010年在台灣台北市開始舉辦，是在台海兩岸常態舉辦的論壇，主要宗旨在於發揚孫中山理念與黃埔精神，增進兩岸軍事互信，促進中國統一。最初由台灣新同盟會會長許歷農 、聶榮臻元帥之女聶力、香港大中華會主席胡葆琳等倡導舉辦，第一屆論壇在台灣舉行，第二屆開始由黃埔軍校同學會主辦，第二、三、四、五屆論壇分別在北京、上海、武漢、香港舉行。自第六屆開始，中国国民党革命委员会加入成為主辦單位之一。台灣地區參加的人士，主要為中華民國國軍退役將領，中國國民黨與新黨政治人物。

## 歷史
1984年，中共中央批准成立黃埔軍校同學會，由徐向前、聶榮臻等人主持。最初，台灣方面，如郝柏村等曾批評這是中共統戰組織。隨著台灣開放兩岸探親，往來逐漸密切，1991年，鄧文儀成立中華黃埔四海同心會，率退役中華民國國軍將領，組成中華黃埔四海同心會謁陵訪問團出訪中國，於當年4月10日獲得江澤民接見。1994年，許歷農組織新同盟會，自2007年開始，組織退役中華民國軍將領常態性訪問中國。這些中華民國將領的訪問活動，主要由黃埔軍校同學會、中国和平统一促进会與中華文化發展促進會接待。
2010年，許歷農在台北市舉辦首屆中山·黃埔·兩岸情論壇。在隔年，移至中國大陸舉辦。

### 第一屆
2010年4月，新同盟會組織新同盟會退役將領參訪問團訪大陸，其中包括八位退役中將和七位退役少將，獲得國台辦主任王毅接見。回國後，開始組織中山黃埔兩岸情論壇。論壇召集人為許歷農，籌備會主委是原陸軍總司令李楨林，主席團成員除此二人外，還有為原三軍大學校長程邦治，原陸軍總司令陳廷寵，原副參謀總長兼執行長官夏瀛洲，原海軍總司令苗永慶，原總政戰部曹文生和原國防大學校長費鴻波。
同年5月11日，在台北市舉行首屆中山黃埔兩岸情論壇，為期兩天，主要由新同盟會主辦，黃埔軍校同學會為對口單位。口號為：天下黃埔是一家，發揚黃埔精神，推進建立軍事互信機制，共謀和平統一等。包括郝柏村與國民黨黃復興黨部主委王文燮等人，台灣參與的退休將領超過57位。此次並未邀請中國人民解放軍將領來台參加，但有自美國、加拿大等地的黃埔軍校校友眷屬，主要代表為美國孫中山學會會長蕭松林，其外祖父為陳立夫；由香港及中國來台參加的黃埔軍校同學會成員約六十位，其中包括大陸全國政協委員胡葆琳，其父為軍事委員會委員長侍從室中將副主任胡靖安。在論壇行程外，也安排參訪台北國立故宮博物院，與拜會中國國民黨主席連戰。

### 第二屆
2011年6月6日，為紀念辛亥革命百年，在中國北京舉行，由黃埔軍校同學會主辦。
夏瀛洲在此次論壇中發言：「今後不要再分什麼國軍、共軍，我們都是中國軍隊」，經中評社新聞傳回台灣，引發關注。

### 第三屆
2012年7月7日，在上海舉行，由黃埔軍校同學會主辦。參與者中共上海市委常委沙海林、民革上海市主委高小玫、黃埔軍校同學會長林上元、秘書長杭元祥等，台灣出席者新黨主席郁慕明、民主團結聯盟張麟徵、中國統一聯盟副主席王曉波等人。

### 第四屆
2013年10月25日，在武漢舉行，由黃埔軍校同學會主辦。參加人員包括湖北省長王國生，全国政协港澳台侨委员会副主任、民革中央副主席刘凡等人，台灣參加人員有退役將領許歷農、王文爕、李禎林、夏瀛洲、曹文生、吳斯懷等，新黨主席郁慕明、民主團結聯盟副主席張麟徵等人。

### 第五屆
2014年9月6日，在香港舉行，由香港大中華會、上海海外聯誼會、黃埔軍校同學會聯合主辦，主題在於黃埔精神與青年傳承。參與者包括全國政協副主席董建華、香港中聯辦主任張曉明、香港立法會主席曾鈺成、中華文化交流促進會副會長辛旗、京泰實業集團有限公司總經理徐燕賓、黃埔軍校同學會成員徐小岩中將、台灣新同盟會會長許歷農等人。

### 第六屆
2015年5月20日，在天津舉行，由中国国民党革命委员会中央委員會（民革中央）、黃埔軍校同學會、天津海外聯誼會共同主辦。這次論壇為中華人民共和國紀念人民抗日戰爭暨世界反法西斯戰爭勝利70周年的系列活動之一。參加者有民革中央副主席劉凡、田惠光、鄭建邦、聶力將軍、黃埔軍校同學會會長林上元、全國政協港澳台僑委員會副主任侯樹森、國台辦副主任李亞飛、天津市政協副主席李文喜、香港全國政協委員胡葆琳，台灣新同盟會長許歷農、新黨主席郁慕明、退役上校王榮慶等人。

### 第七屆
2016年11月10日，在北京舉行，由民革中央、黃埔軍校同學會共同主辦，主題為紀念孫中山先生誕辰150周年。會中通過共同宣言，為繼承發揚中山精神，推動兩岸和平發展，為振興中華而奮鬥。在論壇之外，另外在北京人民大會堂舉行紀念孫中山先生誕辰150週年大會，由中共中央總書記習近平等中共中央政治局常委出席，習近平致辭。
參與論壇的台灣退役將領約50名，參與紀念孫中山大會的退役將領則超過32名，包括許歷農、前總統府戰略顧問周仲南、曹文生、前國防部副部長王文燮、前空軍司令沈國禎、夏瀛洲、陳廷寵、吳斯懷等人。在中國中央電視台轉播紀念大會與中共中央總書記習近平演講中，吳斯懷等人在演唱中華人民共和國國歌時起立致敬，在新聞畫面傳回台灣後引發關注。吳斯懷與沈國禎在接受採訪時，稱自己遭設計，不知習近平會出席演講。

### 第八屆
2018年9月16日，在北京舉行，由民革中央、黃埔軍校同學會主辦，主題為兩岸黃埔情共圓夢。參加者有全國政協副主席、民革中央常務副主席鄭建邦、全國政協常委、港澳台僑委員會副主任耿惠昌，中共中央統戰部副部長戴均良，國台辦副主任龍明彪，民革中央副主席張伯軍，中國社會科學院台灣研究所所長楊明杰、黃埔軍校同學會會長林上元、中國戰略文化促進會副會長羅援、香港大中華會主席胡葆琳、聶榮臻元帥外孫女聶菲等，台灣參加人員有許歷農、王文燮等人。

### 第九屆
2019年7月18日，在上海舉行，由民革中央、黃埔軍校同學會主辦。參與者有民革中央常務副主席鄭建邦、全國政協港澳臺僑委員會副主任康曉萍，民革中央副主席張伯軍、民革中央副主席、上海市委會主委高小玫，黃埔軍校同學會會長林上元、聶榮臻元帥外孫女聶菲，香港大中華會主席胡葆琳，中華文化發展促進會秘書長沈永峰與前國台辦副主任王在希。